# لي آن لاركن
لي آن لاركن (بالإنجليزية: Leigh Ann Larkin)‏ هي مغنية أمريكية، ولدت في 14 أبريل 1980 في بيتسبرغ في الولايات المتحدة.

## وصلات خارجية
- لي آن لاركن على موقع IMDb (الإنجليزية)
- لي آن لاركن على موقع قاعدة بيانات برودواي على الإنترنت (الإنجليزية)
- لي آن لاركن على موقع قاعدة بيانات الفيلم (الإنجليزية)